# Jóhannes úr Kötlum
Jóhannes Bjarni Jónasson úr Kötlum (* 4. November 1899 auf dem Hof  Goddastaðir bei Hjarðarholt í Dölum, heute Gemeinde Dalabyggð; † 27. April 1972 in Reykjavík) war ein isländischer Schriftsteller. Er verwendete den Künstlernamen Jóhannes úr Kötlum.

## Leben
Jóhannes úr Kötlum heiratete am 24. Juni 1930 Hróðný Einarsdóttir (* 12. Mai 1908). Sie hatten einen Sohn und zwei Töchter: Svanur, Inga Dóra und Þóra. Jóhannes war Lehrer von 1921 bis 1932. Er war 1941 Parlamentsabgeordneter (Alþingismaður). Bis 1932 lebte er im Bezirk Dalasýsla, danach in Reykjavík und Hveragerði. Zwischendrin war er auch immer wieder Hüttenwart in der Þórsmörk.
Oft war er auch auf Reisen im Ausland, u. a. in China, relativ außergewöhnlich für die damalige Zeit.

## Werke
Jóhannes úr Kötlum war einer der bekanntesten Dichter seiner Zeit in Island, der 20 Bände eigener Gedichte herausgab, 5 Romane schrieb, viele Bücher übersetzte und Beiträge für Zeitschriften schrieb. Er begann schon jung zu schreiben. Unter dem Titel Bí, bí og blaka erschien 1926 der erste seiner ca. 20 Gedichtbände. Der nächste Band (1929) trug den Titel Álftirnar kvaka. Beide Titel in Anspielung auf ein bekanntes Kinderlied.
Von ihm stammt z. B. ein bekanntes Gedicht über die dreizehn isländischen Weihnachtsmänner Jólasveinar.
Eines seiner ins Deutsche übersetzten Gedichte ist Ein junges Mädchen:
Ich traf dich allein auf offener Straße,

der Abend war schön,

die Sonne saß lachend auf lichtklarem Gletscher

und ließ ihre blutrote Seide

im hellblauen Luftzelt entstehen. (…)
Zu Beginn hielt er sich an die gebundene Form, wandte sich aber dann in der Lyrik immer mehr der offenen Form zu.